# ベティ・ハットン
ベティ・ハットン（Betty Hutton、本名：Elizabeth June Thornburg、1921年2月26日 - 2007年3月11日）は、アメリカ合衆国ミシガン州バトルクリーク出身の女優・歌手。姉のマリオン・ハットンも歌手。

## 来歴
片親家庭に育ち、母親はアルコールの問題を抱えていたためにデトロイトで貧しい子供時代を送る。生活のためもあって10歳になる前から公共の場で歌うようになり、13歳で地元のバンドに参加、15歳でラジオに出演するようになる。プロを目指しニューヨークに移り、ブロードウェイの舞台に出演。21歳の時にパラマウント映画と契約し、映画デビューした。1944年、プレストン・スタージェス監督のコメディ『モーガンズ・クリークの奇跡』で高い評価を得た。1950年にはブロードウェイの大ヒットミュージカル『アニーよ銃をとれ』の映画化で、当初キャスティングされていたジュディ・ガーランドの代役として主役をつとめ、この作品でミュージカルスターとしての地位を決定的とする。1940年代から1950年代初めにかけて活躍。
『ポーリンの冒険』で演じたサイレント映画時代のアクションスター、パール・ホワイトそのままに、強烈な個性とスタントなしで危険な演技に挑むハットンはスクリーンを突き破らんばかりの溌剌とした魅力で一世を風靡し、「ブロンドの爆弾娘（blonde bombshell）」の愛称を与えられた。しかし、大スターのエセル・マーマンによる妨害行為（マーマンは、舞台『アニーよ銃をとれ』の主役である）や、パラマウントとの契約が切れたのを機にテレビと演劇に活躍の場を移したことなどが裏目に出て、徐々に落ち目となっていく。
1957年のSpring Reunionを最後に映画界を引退、その後1965年にテレビドラマ『ガンスモーク』にゲスト出演したのを最後に消息不明となる。その間の経緯については今も諸説飛び交っているが、睡眠薬中毒となって長期の療養生活を送り、その後カトリックに改宗したといわれている。1974年、ロードアイランドの教会で家政婦として働くハットンの生活苦に喘ぐ近況がスクープされ、彼女が皿洗いや床掃除をする写真が世界を駆け巡って一大スキャンダルとなった。ハットンの正体を知った教会や、映画界、演劇界における旧友たちが慈善コンサートを開催するが、『アニーよ銃をとれ』のナンバーを歌うためにステージに立ったハットンは、往年の声が出なくなったことに悩み、悲嘆に暮れたという。その後は演劇界への復帰を目指して努力を重ね、1990年代にはブロードウェイの舞台に助演女優として立つまでに回復した。
2007年3月11日、結腸癌による合併症のため死去。86歳没。

## 主な出演作品
| 公開年 | 邦題 原題                                                | 役名               | 備考           |
| ------ | -------------------------------------------------------- | ------------------ | -------------- |
| 1943   | 腰抜けと原爆娘 Let's Face It                             | ウィニー・ポーター |                |
| 1944   | モーガンズ・クリークの奇跡 The Miracle of Morgan's Creek | トゥルーディ       |                |
| 1945   | ハリウッド宝船 Duffy's Tavern                            | ベティ・ハットン   |                |
| 1947   | ポーリンの冒険 The Perils of Pauline                     | パール・ホワイト   |                |
| 1950   | アニーよ銃をとれ Annie Get Your Gun                      | アニー・オークレイ |                |
| 1950   | レッツ・ダンス Let's Dance                               | キティ・マクニール |                |
| 1952   | 地上最大のショウ The Greatest Show on Earth              | ホリー             |                |
| 1952   | 底抜け艦隊 Sailor Beware                                 | ヘティ・ボタン     | クレジットなし |

## 参照
1. ↑  アメリカ占領下の日本 第4巻　アメリカン・デモクラシー企画・制作：ウォークプロモーション　NPO法人科学映像館
2. ↑  Severo, Richard (2007年3月14日). “Betty Hutton, Film Star of ’40s and ’50s, Dies at 86”. The New York Times 2009年6月30日閲覧。
3. ↑  “Actress And Singer Betty Hutton Dead”. CBS News